# Día de la Historieta
El Día de la Historieta es un proyecto que fue gestado en 2005 por un grupo de artistas, editores, críticos y lectores argentinos (entre sus integrantes destacados se encontraban Alejandra Márquez, Mariano Chinelli, Fabio Blanco, y muchos más.) con el fin de celebrar y difundir la historieta. El día elegido para su realización es el 4 de septiembre, fecha en que apareció el primer número de la revista Hora Cero semanal en 1957. Esta revista era publicada por Editorial Frontera, propiedad de uno de los más destacados guionistas del país: Héctor Germán Oesterheld y en cuyas páginas se serializó El Eternauta, obra de Oesterheld y Francisco Solano López que marcó un hito en la historieta de la Argentina. 
El 15 de octubre de 2009 fue sancionada, por la Legislatura porteña, la Ley 3.220  instituyendo el 4 de septiembre de cada año como Día de la Historieta, instando al Poder Ejecutivo de la ciudad a realizar actividades y promover políticas destinadas a desarrollar la historieta como arte e industria cultural.
Existe otro proyecto de ley similar en el Congreso Nacional.